# Arahitogami
Arahitogami (現人神) é uma palavra japonesa, que significa um deus que é ser humano. Esta palavra aparece pela primeira vez no Kojiki, mas supõe-se que foi usada ainda antes. O mais conhecido uso é no Japão anterior a 1945, até ao final da Segunda Guerra Mundial. Naqueles dias o Estado Xinto (Kokka Shintō) aplicou esta palavra ao Imperador Hirohito e exigiu ao povo japonês obediência absoluta e lealdade ao Imperador como a uma divindade. Logo, o mesmo Hirohito renunciou a este título, defendendo que a sua relação com o povo não deveria assentar numa ideia mitológica de tal natureza, mas uma dependência histórica familiar.